# Хребтовское муниципальное образование
Хребтовское муниципальное образование — муниципальное образование со статусом городского поселения в Нижеилимском районе Иркутской области России. Административный центр — посёлок Хребтовая.

## Демография
По результатам Всероссийской переписи населения 2010 года
численность населения муниципального образования составила 1516 человек, в том числе 747 мужчин и 769 женщин.

## Населённые пункты
В состав муниципального образования входят населённые пункты:
- Хребтовая
- Карстовая